# میشه‌لی، خاچماز
میشه‌لی (به لاتین: Meşəli) یک منطقه مسکونی در جمهوری آذربایجان است که در شهرستان خاچماز واقع شده است. میشه‌لی ۱۰۶ نفر جمعیت دارد.